# Thebais (Literatur)
Thebaïs (altgriechisch Θηβαΐς) ist der Titel mehrerer poetischer und literarischer Bearbeitungen des Sagenkreises um die griechische Stadt Theben. 
Vollständig überliefert ist von diesen heute nur noch die Thebais in lateinischer Sprache des Publius Papinius Statius aus dem 1. Jahrhundert n. Chr. Fragmentarisch sind mehrere griechische Werke erhalten, so das dem Epischen Zyklus (Epikos kyklos) angehörige Epos, dessen Autorschaft umstritten war (Homer oder Antimachos von Teos), und welches die Geschichte des Krieges zwischen den Brüdern Eteokles und Polyneikes erzählte und als Teil des Thebanischen Zyklus betrachtet wurde. Die attischen Tragiker verarbeiteten Stoffe daraus, z. B. Aischylos (Theben-Trilogie) und Sophokles. Das Verhältnis des Epos Thebaïs des Antimachos von Kolophon zum kyklischen Epos ist schwer zu eruieren.

## Ausgaben
- Epicorum Graecorum Fragmenta. Herausgegeben von G. Kinkel, Bd. 1.
- Greek epic fragments. Herausgegeben und übersetzt von Martin L. West. Harvard University Press, Cambridge, Massachusetts 2003.